# Kevin James
Kevin James (született Kevin George Knipfing) (Mineola, New York, 1965. április 26. –) amerikai színész, humorista, forgatókönyvíró és filmproducer.
Ismert televíziós alakítása volt a Férjek gyöngye (1998–2007) című CBS szituációs komédiában, mellyel 2006-ban Primetime Emmy-díjra jelölték legjobb férfi főszereplő (vígjátéksorozat) kategóriában. A szintén CBS-gyártású Lazíts, Kevin! (2016–2018) című szitkomban is főszerepet játszott.
Filmes szereplései közt leginkább vígjátékok találhatóak: A randiguru (2005), Férj és férj (2007), A pláza ásza (2009), Nagyfiúk (2010), A gondozoo (2011), A maflás (2012) és a Pixel (2015). Szinkronszínészként hangját kölcsönözte a Pata tanya: Baromi buli (2006) és a Rém rom (2006) című animációs filmekben, valamint a Hotel Transylvania sorozatban (2012–2018).

## Fiatalkora és tanulmányai
1965. április 26-án született Kevin George Knipfing néven Mineolában (New York). A New York-i Stony Brookban nőtt fel. Janet, irodai dolgozó és Joseph Valentine Knipfing Jr., biztosítási ügynökség-tulajdonos második fia. Édesapja német-amerikai. Jamesnek van egy idősebb testvére, a szintén komikus és színész Gary Valentine, valamint egy húga, Leslie. Testvéreivel együtt katolikus nevelésben részesült.
James a Ward Melville középiskolában végzett. Míg ott volt, elérte a birkózócsapat első számú helyét, megelőzve Mick Foley barátját és leendő profi birkózót. James, valamint Foley a Cortland-i New York-i Állami Egyetemen folytatta tanulmányait, ahol hátvéd poszton játszott az egyetemi labdarúgó-válogatottban, míg egy újabb hátsérülés végleg véget vetett sportkarrierjének.

## Magánélete

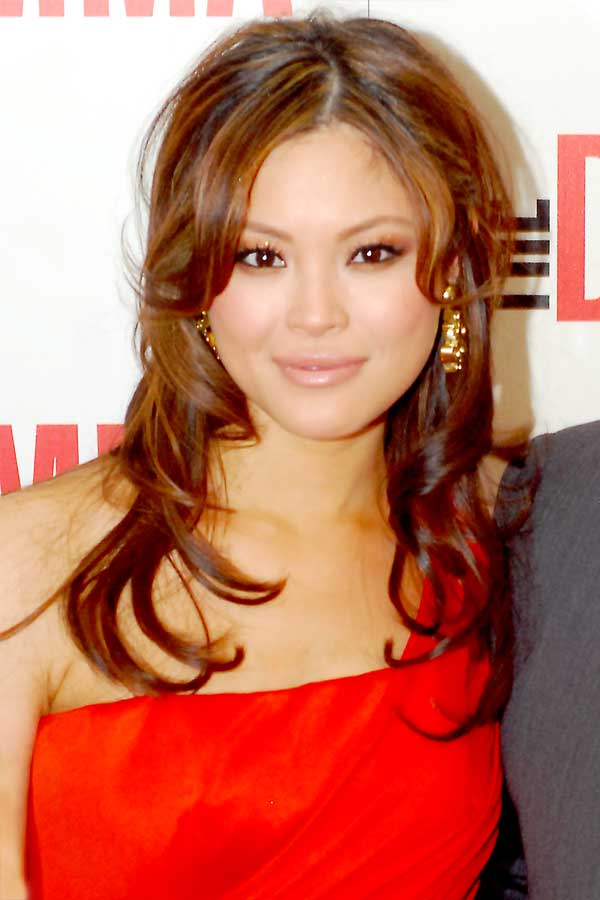
James felesége, Steffiana de la Cruz 2011-ben

2004. június 19-én Kaliforniában feleségül vette Steffiana de la Cruz színésznőt. Négy gyermekük született.
2012-ben kijelentette, hogy gyakorló katolikus. 2019-ben lelkigyakorlatot szervezett Chad Ripperger atya és Scott Hahn teológus közreműködésével.

## Filmográfia

### Film

#### Író és producer
| Év   | Magyar cím            | Eredeti cím               | Feladatkör | Feladatkör | Megjegyzések                     |
| Év   | Magyar cím            | Eredeti cím               | Író        | Producer   | Megjegyzések                     |
| ---- | --------------------- | ------------------------- | ---------- | ---------- | -------------------------------- |
| 2009 | A pláza ásza          | Paul Blart: Mall Cop      | Igen       | Igen       |                                  |
| 2011 | A gondozoo            | Zookeeper                 | Igen       | Igen       |                                  |
| 2012 | A maflás              | Here Comes the Boom       | Igen       | Igen       |                                  |
| 2015 | A pláza ásza Vegasban | Paul Blart: Mall Cop 2    | Igen       | Igen       |                                  |
| 2022 | A hazai csapat        | Home Team                 | Igen       | Igen       |                                  |
| 2024 |                       | Kevin James: Irregardless | Igen       | Vezető     | stand-up különkiadás filmrendező |

#### Színész
| Év   | Magyar cím                                          | Eredeti cím                               | Szerep                                  | Magyar hang          | Rendező                    |
| ---- | --------------------------------------------------- | ----------------------------------------- | --------------------------------------- | -------------------- | -------------------------- |
| 2002 | Pinokkió                                            | Pinocchio                                 | Mangiafuoco (angol hangja)              |                      | Roberto Benigni            |
| 2004 | Az 50 első randi                                    | 50 First Dates                            | gyári munkás                            |                      | Peter Segal                |
| 2005 | A randiguru                                         | Hitch                                     | Albert Brennaman                        | Holl Nándor          | Andy Tennant               |
| 2006 | Süthetjük                                           | Grilled                                   | Dave                                    | Széles László        | Jason Ensler               |
| 2006 | Rém rom                                             | Monster House                             | Landers rendőr (hang és motion capture) | Fesztbaum Béla       | Gil Kenan                  |
| 2006 | Pata tanya: Baromi buli                             | Barnyard                                  | Attis, a tehén (hangja)                 | Csík Csaba Krisztián | Steve Oedekerk             |
| 2007 | Férj és férj                                        | I Now Pronounce You Chuck & Larry         | Larry Valentine                         | Gesztesi Károly      | Dennis Dugan (1.)          |
| 2008 | Ne szórakozz Zohannal!                              | You Don't Mess with the Zohan             | önmaga (cameo)                          | Holl Nándor          | Dennis Dugan (2.)          |
| 2009 | A pláza ásza                                        | Paul Blart: Mall Cop                      | Paul Blart                              | Holl Nándor          | Steve Carr                 |
| 2010 | Nagyfiúk                                            | Grown Ups                                 | Eric Lamonsoff                          | Holl Nándor          | Dennis Dugan (3.)          |
| 2011 | A dilemma                                           | The Dilemma                               | Nick Brannen                            | Holl Nándor          | Ron Howard                 |
| 2011 | A gondozoo                                          | Zookeeper                                 | Griffin Keyes                           | Holl Nándor          | Frank Coraci (1.)          |
| 2012 | A maflás                                            | Here Comes the Boom                       | Scott Voss                              | Holl Nándor          | Frank Coraci (2.)          |
| 2012 | Hotel Transylvania – Ahol a szörnyek lazulnak       | Hotel Transylvania                        | Frankenstein (hangja)                   | Széles László        | Genndy Tartakovsky (1.)    |
| 2013 | Nagyfiúk 2.                                         | Grown Ups 2                               | Eric Lamonsoff                          | Holl Nándor          | Dennis Dugan (4.)          |
| 2015 | A pláza ásza Vegasban                               | Paul Blart: Mall Cop 2                    | Paul Blart                              | Holl Nándor          | Andy Fickman               |
| 2015 | Little Boy                                          | Little Boy                                | Dr. Fox                                 | Holl Nándor          | Alejandro Gómez Monteverde |
| 2015 | Pixel                                               | Pixels                                    | William Cooper elnök                    | Holl Nándor          | Chris Columbus             |
| 2015 | Hotel Transylvania 2. – Ahol még mindig szörnyen jó | Hotel Transylvania 2                      | Frankenstein (hangja)                   | Horváth Gergely      | Genndy Tartakovsky (2.)    |
| 2016 |                                                     | True Memoirs of an International Assassin | Sam Larson                              |                      | Jeff Wadlow                |
| 2017 | Sandy Wexler                                        | Sandy Wexler                              | Ted Rafferty                            |                      | Steven Brill (1.)          |
| 2018 | Hotel Transylvania 3. – Szörnyen rémes vakáció      | Hotel Transylvania 3: Summer Vacation     | Frankenstein (hangja)                   | Horváth Gergely      | Genndy Tartakovsky (3.)    |
| 2020 |                                                     | Becky                                     | Dominick                                |                      | Jonathan Milott            |
| 2020 | Cary Murnion                                        | Becky                                     | Dominick                                |                      |                            |
| 2020 | Hubie, a halloween hőse                             | Hubie Halloween                           | Steve Downing rendőrtiszt               | Holl Nándor          | Steven Brill (2.)          |
| 2022 | A hazai csapat                                      | Home Team                                 | Sean Payton                             | Holl Nándor          | Charles Kinnane            |
| 2022 | A hazai csapat                                      | Home Team                                 | Sean Payton                             | Holl Nándor          | Daniel Kinnane             |
| 2024 |                                                     | Monster Summer                            | Edgar Palmer                            |                      | David Henrie               |
| 2025 |                                                     | Guns Up                                   | Ray                                     |                      | Edward Drake               |
| 2025 |                                                     | Playdate                                  | Brian                                   |                      | Luke Greenfield            |
| 2026 |                                                     | Solo Mio                                  | Matt                                    |                      | Charles Kinnane (2)        |
| 2026 | Daniel Kinnane (2)                                  | Solo Mio                                  | Matt                                    |                      |                            |

### Televízió
| Év        | Magyar cím                 | Eredeti cím                        | Szerep                         | Megjegyzések                                                         |
| --------- | -------------------------- | ---------------------------------- | ------------------------------ | -------------------------------------------------------------------- |
| 1996–1999 | Szeretünk Raymond          | Everybody Loves Raymond            | Kevin Daniels / Doug Heffernan | 8 epizód                                                             |
| 1998–2007 | Férjek gyöngye             | The King of Queens                 | Doug Heffernan                 | főszereplő (207 epizód)                                              |
| 1998      | Cosby                      | Cosby                              | Doug Heffernan                 | 1 epizód                                                             |
| 1999      |                            | Becker                             | Doug Heffernan                 | 1 epizód                                                             |
| 1999      | A harc törvénye            | Martial Law                        | Dallas Hampton                 | 1 epizód                                                             |
| 2001      |                            | Arli$$                             | Kevin                          | 1 epizód                                                             |
| 2001      |                            | Kevin James: Sweat The Small Stuff | önmaga                         | stand-up comedy különkiadás                                          |
| 2007      | Várd a karácsonyt Elmóval! | Elmo's Christmas Countdown         | Santa Claus                    | tévéfilm                                                             |
| 2015      | Liv és Maddie              | Liv & Maddie                       | Mr. Clodfelter                 | 1 epizód                                                             |
| 2016–2018 | Lazíts, Kevin!             | Kevin Can Wait                     | Kevin Gable                    | - megalkotó és főszereplő (48 epizód) - magyar hangja: - Holl Nándor |
| 2021      | A bokszutca személyzete    | The Crew                           | Kevin Gibson                   | főszereplő (10 epizód) vezető producer                               |

## Fordítás
- Ez a szócikk részben vagy egészben  a   Kevin James című angol Wikipédia-szócikk fordításán alapul.  Az eredeti cikk szerkesztőit annak laptörténete sorolja fel. Ez a jelzés csupán a megfogalmazás eredetét és a szerzői jogokat jelzi, nem szolgál a cikkben szereplő információk forrásmegjelöléseként.